# Zengcheng
Zengcheng è una città-contea di Canton, Guangdong, Cina.
È nota per la produzione di blue-jeans. Nel giugno 2011, è stata teatro di una rivolta dei lavoratori migranti.

## Geografia fisica

### Clima
Zengcheng ha una temperatura media annuale di 22,2 gradi, con una piovosità media annua di 1.869 millimetri.